# 樹月弐夜
樹月 弐夜（いつき にや、1971年 - ）は、日本のファンタジー作家。石川県生まれ。金沢大学文学部卒業。2007年2月、欧州幻想浪漫小説『バロックライン』でデビューした。
デビュー作は、光文社の新人発掘企画「KAPPA-ONE」の選考を通過したもので、刊行時の帯には森福都による推薦の辞が書かれていた。同じくKAPPA-ONEからデビューする沖水幹生『ルナ』と同時刊行された。

## 作品リスト
単行本
- バロックライン （2007年2月、光文社 カッパ・ノベルス）ISBN 978-4334076504